# Mateusz Kohyōe
Mateusz od Różańca Kohyōe (Mateusz Kohioye) (ur. 1615 w Kioto; zm. 19 października 1633 na wzgóru Nishizaka w Nagasaki w Japonii) – święty Kościoła katolickiego, japoński dominikanin (nowicjusz), męczennik.

## Życiorys
Urodził się w chrześcijańskiej rodzinie w Kioto. W wieku 17 lat przyłączył się do pracy apostolskiej dominikańskiego misjonarza Łukasza Alonso Gorda, któremu towarzyszył w jego podróżach misyjnych. Zaczął pracować jako katechista. Został przyjęty do nowicjatu zakonu dominikanów. Przyjął imię Mateusz od Różańca dla uczczenia kościoła NMP Różańcowej w Kioto założonego przez dominikanów w 1610 r.
Prowadzenie pracy ewangelizacyjnej w Japonii było w tym czasie bardzo niebezpieczne. Władze usiłowały wytępić chrześcijaństwo i wielu katolików oddało życie za wiarę. Chcą powstrzymać władze przed zabijaniem chrześcijan, którzy nie chcieli zdradzić miejsca pobytu kapłanów Łukasz Alonso Gorda wraz z drugim misjonarzem jezuitą, postanowili sami oddać się w ręce prześladowców, a Mateusz Kohioye od Różańca postanowił im towarzyszyć, pomimo prób ze strony misjonarzy wyperswadowania mu tego pomysłu. Żeby swój cel zrealizować Łukasz Alonso Gorda założył dominikański habit, w trójkę wsiedli do małej łódki na rzece Yodo i w niej czekali na dalszy bieg wydarzeń. Zostali aresztowani w Osace 8 września 1633 r. Po kilku dniach Mateusz Kohyōe i inni uwięzieni katechiści trafili przed trybunał w Osace. Sędziowie oferowali im pieniądze za wyrzeczenie się wiary. Nie przystali na tę propozycję. Na rozkaz sioguna Mateusz Kohyōe, Łukasz Alonso Gorda, aresztowany z nimi jezuita oraz dziewięcioro innych chrześcijan zostali przetransportowani do więzienia w Nagasaki, dokąd dotarli 24 września 1633 r. Mateusza Kohyōe poddano torturze tsurushi 18 września, w wyniku której zmarł następnego dnia. Jego ciało zostało spalone, a resztki wrzucono do morza.
Został beatyfikowany przez Jana Pawła II 18 lutego 1981 r. w Manila na Filipinach w grupie Dominika Ibáñez de Erquicia i towarzyszy. Tę samą grupę męczenników kanonizował Jan Paweł II 18 października 1987 r.